# Nannophlebia arethusa
Nannophlebia arethusa – gatunek ważki z rodziny ważkowatych (Libellulidae). Endemit należącego do Indonezji archipelagu Moluków; stwierdzony na wyspach Buru, Ambon, Saparua, Obi i Seram